# Cohors I Hispanorum (Dacia Porolissensis)
Die Cohors I Hispanorum [pia fidelis] [equitata] [veterana] (deutsch 1. Kohorte der Hispanier [loyal und treu] [teilberitten]) war eine römische Auxiliareinheit. Sie ist durch Militärdiplome, Inschriften und Ziegelstempel belegt.

## Namensbestandteile
- Cohors: Die Kohorte war eine Infanterieeinheit der Auxiliartruppen in der römischen Armee.

- I: Die römische Zahl steht für die Ordnungszahl die erste (lateinisch prima). Daher wird der Name dieser Militäreinheit als Cohors prima .. ausgesprochen.

- Hispanorum: der Hispanier. Die Soldaten der Kohorte wurden bei Aufstellung der Einheit auf dem Gebiet der römischen Provinz Hispania Tarraconensis rekrutiert.

- pia fidelis: loyal und treu. Domitian (81–96) verlieh den ihm treu gebliebenen römischen Streitkräften in Germania inferior nach der Niederschlagung des Aufstands von Lucius Antonius Saturninus die Ehrenbezeichnung pia fidelis Domitiana.[1][2] Der Zusatz kommt in Militärdiplomen von 110 bis 119 vor.

- equitata: teilberitten. Die Einheit war ein gemischter Verband aus Infanterie und Kavallerie. Der Zusatz kommt in einer Inschrift[3] vor.

Da es keine Hinweise auf den Namenszusatz milliaria (1000 Mann) gibt, war die Einheit eine Cohors quingenaria equitata. Die Sollstärke der Kohorte lag bei 600 Mann (480 Mann Infanterie und 120 Reiter), bestehend aus 6 Centurien Infanterie mit jeweils 80 Mann sowie 4 Turmae Kavallerie mit jeweils 30 Reitern.

## Geschichte
Die Kohorte war in den Provinzen Germania inferior, Moesia superior, Dacia, Dacia superior und Dacia Porolissensis (in dieser Reihenfolge) stationiert. Sie ist auf Militärdiplomen für die Jahre 98 bis 164 n. Chr. aufgeführt.
Der erste Nachweis der Einheit in Germania inferior beruht auf einem Diplom, das auf 98 datiert ist. In dem Diplom wird die Kohorte als Teil der Truppen (siehe Römische Streitkräfte in Germania) aufgeführt, die in der Provinz stationiert waren. Ein weiteres Diplom, das auf 101 datiert ist, belegt die Einheit in derselben Provinz.
Zu einem unbestimmten Zeitpunkt wurde die Kohorte nach Moesia superior verlegt. Der erste Nachweis der Einheit in Moesia superior beruht auf zwei Diplomen, die auf 103/107 datiert werden. In den Diplomen wird die Kohorte als Teil der Truppen (siehe Römische Streitkräfte in Moesia) aufgeführt, die in der Provinz stationiert waren.
Die Kohorte nahm an den Dakerkriegen Trajans teil und wurde danach in der neuen Provinz Dacia stationiert. Der erste Nachweis der Einheit in Dacia beruht auf Diplomen, die auf 110 datiert sind. In den Diplomen wird die Kohorte als Teil der Truppen (siehe Römische Streitkräfte in Dacia) aufgeführt, die in der Provinz stationiert waren. Weitere Diplome, die auf 114 bis 164 datiert sind, belegen die Einheit in derselben Provinz (bzw. 119 in  Dacia superior und ab 123 in Dacia Porolissensis).

## Standorte
Standorte der Einheit in Dacia Porolissensis waren möglicherweise:
- Kastell Buciumi: ein Tessera[8] und ein Ziegel[9] mit dem Stempel der Einheit wurden hier gefunden.
- Kastell Românași: zahlreiche Ziegel[10] mit dem Stempel der Einheit wurden hier gefunden.[11]

## Angehörige der Kohorte
Folgende Angehörige der Kohorte sind bekannt.

### Kommandeure
| - Lucilius Fl(avius) Valens, vermutlich ein Präfekt (CIL 3, 6334) - Marcus Domitius Iustinus: er wird auf dem Diplom von 123 als Kommandeur genannt. | - Q(uintus) Attius Priscus, ein Präfekt (CIL 5, 7425) - T(itus) Fl(avius) Magianus, ein Präfekt (CIL 3, 10255) |

### Sonstige
| - Quintus (ILD 00644) - Severinus, ein Centurio (ILD 00644) | - Tullio, ein Reiter: das Diplom von 123 wurde für ihn ausgestellt. - Valerius Valer[i]anus, ein Reiter und librarius (CIL 3, 12602) |